# Poesia (Riccardo Cocciante)
 Poesia, pubblicato nel 1973, è il secondo album del cantante Riccardo Cocciante.

## Tracce
1. Poesia
2. Lei
3. Bella
4. Canto per chi
5. Asciuga i tuoi pensieri al sole
6. Noi
7. Soli
8. E parlarle d'amore sarà imbarazzante
9. Decisamente tu
10. Lila

- I testi e le musiche sono di R. Cocciante-M. Luberti-P. Cassella

L'Album "Poesia" (di allora ancora Richard Cocciante), è stato registrato allo Studio C della RCA di Roma.

I musicisti sono:
- Pianoforte - Riccardo Cocciante
- Pianoforte e tastiere - Italo "Lilli" Greco
- Chitarre - Olimpio Petrossi - George Sims
  - (Per il brano "Poesia" - Chitarra Solista: Olimpio Petrossi)
  - (Per il brano "Lila" - Chitarra: Riccardo Cocciante)

- Basso - Roger Smith
- Batteria Gordon Fagheter

I Cori sono:
R. Cocciante,Enrico (Kiko) Fusco, Olimpio Petrossi, Tony Ranno, Annie Robert,Maria Giovanna de Franco, Luisella Mantovani, Gianna Giovannini.

Produzione - Paolo Dossena